# Bistum Šiauliai
Das Bistum Šiauliai (auch: Bistum Schaulen, lateinisch Dioecesis Siauliensis, litauisch Šiaulių vyskupija) ist ein Bistum im nördlichen Litauen mit Sitz in Šiauliai. Es ist die jüngste Diözese der römisch-katholischen Kirche in Litauen.

## Geschichte
Die Diözese ist ein Suffraganbistum des Erzbistums Kaunas und wurde am 8. Mai 1997 aus Teilen der Diözesen Panevėžys (im Osten), Kaunas (im Süden) und Telšiai gebildet.
Bekannter Wallfahrtsort im Bistum ist der Berg der Kreuze.

## Dekanate
Joniškis, Kelmė, Pakruojis, Radviliškis, Šiauliai

## Bischöfe von Šiauliai
- Eugenijus Bartulis, 1997–2024
- Darius Trijonis, seit 2024